# Улица Дурбес (Рига)
Улица Ду́рбес (латыш. Durbes iela) — улица в Курземском районе города Риги, в историческом районе Дзирциемс. Начинается от набережной Намея, пролегает в западном направлении до слияния с улицей Кулдигас. На этом отрезке улица Дурбес асфальтирована, разрешено движение в обоих направлениях. Далее не проложена, однако условно продолжается в том же направлении до улицы Слокас, где должна быть состыкована с Юрмалас гатве. Осуществление этого проекта, подготовленного ещё в 1990-е годы, создаст новый удобный транспортный коридор для связи центра города с Имантой и Юрмалой, однако сроки его реализации до сих пор не определены.
Общая длина улицы Дурбес составляет 788 метров, в том числе длина фактически существующей части — 340 метров. Общественный транспорт по улице не курсирует. Улица названа в честь курземского города Дурбе.

## История
Ранее в Риге, также в границах нынешнего Дзирциемса, существовала другая улица Дурбес (рус. Дурбенская улица, нем. Durbensche Strasse). Она располагалась недалеко от бывшей станции Нордеки (Дзегужкалнс), ответвляясь от улицы Стацияс в юго-западном направлении и заканчиваясь у железнодорожной линии Засулаукс — Болдерая, в районе нынешней конечной остановки трамвая «Tapešu iela». Длина этой улицы составляла около 200 метров.
Эта улица впервые упоминается в 1889 году, когда Рижская городская управа присвоила ей название Дурбес вместо прежнего названия Рыбачья улица (нем. Fischerstrasse, латыш. Zvejnieku iela, также Fišera iela), поскольку в Риге была и другая Рыбачья улица. По состоянию на 1940 год, к улице Дурбес относилось 4 земельных участка.
В 1969 году территория улицы Дурбес, как и соседних улиц, была отведена под строительство микрорайона Дзирциемс-2. В начале 1970-х годов вся старая застройка была снесена, а в 1979 году официально упразднили и само название улицы.
В 2010 году название «улица Дурбес» было присвоено новой улице, проложенной в ходе реконструкции транспортного узла улиц Кришьяня Валдемара и Даугавгривас в 2010—2013 годах. Старые здания, ныне относящиеся к улице Дурбес, до 2015 года относились к улицам Даугавгривас и Уденс.

## Застройка

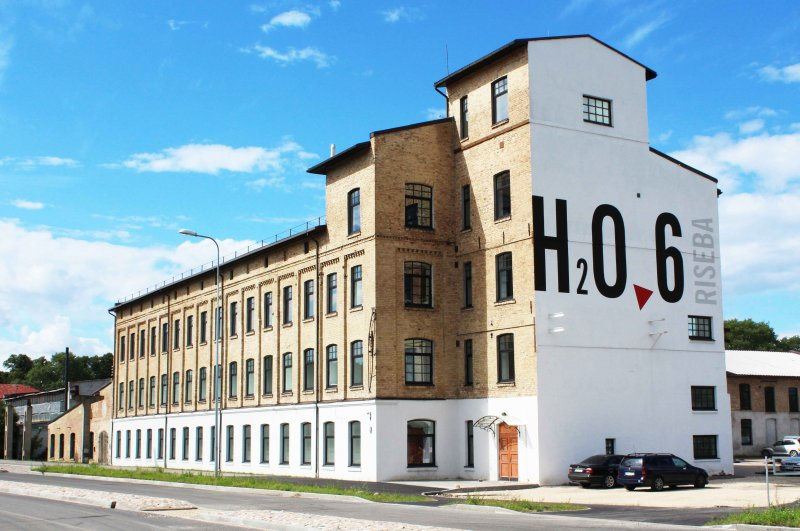
Корпуса RISEBA

- Дом 2 — участок перспективной застройки на берегу Зунда, где планируется возведение комплекса 6-этажных жилых домов «Zund City Garden»[9].
- Дом 4 — бывшие корпуса мебельного производства, ныне Центр архитектуры и медиа Рижской международной школы экономики и делового администрирования (RISEBA) «H2O 6»[10]. Здесь располагается факультет архитектуры и дизайна, факультет медиа и коммуникаций, а также помещения для массовых мероприятий[11].
- Дом 8 — небольшой бизнес-центр, арендуемый различными фирмами[12].

## Прилегающие улицы
Улица Дурбес пересекается со следующими улицами:
- набережная Намея
- улица Айстерес
- улица Даугавгривас
- улица Клиньгеру
- улица Хаманя
- улица Кулдигас